# トロカイオス
トロカイオス（古代ギリシア語: τροχαῖος / trochaios、文字通りには「走る者」を意味する）は、西洋古典詩の韻脚のひとつ。長い音節の後に短い音節が続き長短格とも呼ばれる。近代西洋詩では、音節の長短をアクセントの強弱に置き換えて、強いアクセントの音節の後に弱いアクセントの音節が続く脚構成に用いられるようになった（強弱格、揚抑格と訳される）。英語ではトロキー（trochee、形容詞形trochaic）と呼ばれる。

## トロカイオスの例
古典詩においては、トロカイオスはイアンボスと同様、2つ重ねて用いられた。抒情詩においてはイアンボスを2つ重ねた u - u - を単位とする三歩格（イアンボス・トリメトロス）、またはトロカイオスを2つ重ねた - u - u を単位とする四歩格（トロカイオス・テトラメトロス）を使用した:78。ただし最後は1音節少ない - u x になることがあった:82。
演劇の中の会話部分にもイアンボス・トリメトロスとトロカイオス・テトラメトロスが使用された:209。通常はイアンボスが用いられたが、特に感情の激した部分ではトロカイオスが使用された。
ヘンリー・ワズワース・ロングフェローの『ハイアワサの歌』は、ところどころイアンボス（弱強格）、スポンデイオス（強強格）、ピュリキオス（弱弱格）などが代用されているものの、ほとんどがトロカイオスで書かれている。（太字は強勢、「|」は韻脚の区切り）

Should you | ask me, | whence these | stor-ies?

Whence these | leg-ends | and tra- | di-tions,

With the | od-ours | of the | for-est,

With the | dew and | damp of | mea-dows,

代用は、第2行の「and tra-」、第3行の「of the」、そして第3行と第4行の「With the」でいずれもピュリキオスである。しかし、それでも全体を通してトロカイオスが韻律を支配している。

「ハイアワサの歌」という有名なケースを除くと、少なくとも英語詩ではトロカイオスを使った完全な例は稀である。次にあげるのは、エドガー・アラン・ポーの『大鴉』（en:The Raven）である。

Ah, dis-tinct-ly I re-mem-ber it was in the bleak De-cem-ber;

And each sep-arate dy-ing em-ber wrought its ghost up-on the floor.

その単純ゆえだろう、トロカイオスは童謡では一般的である。

Peter, Peter pumpkin-eater

Had a wife and couldn't keep her.

（マザーグース『ピーター ピーター かぼちゃがだいすき（南瓜ずき）』（en:Peter Peter Pumpkin Eater））

また、より複雑にするため、もしくはシンコペーションのリズムにするために、2、3のトロカイオスを同一行の中でイアンボスの間にちりばめることもある。次の詩はウィリアム・ブレイクの『虎』（en:The Tyger）である。

Tyger, Tyger, burning bright

In the forests of the night

この2行はおおむねトロカイオスであるが、行の最後の音節が省かれ、1つの強勢音節で終わっているのは、strong rhymeか男性韻を踏むためである。対照的に、聞く者は直感的に同じ詩で後の行にある音節まで含めたとらえ方をするので、最初の弱勢の音節が省かれたイアンボスの行のように感じてしまう。

Did he smile his work to see?

これだけ見ると完全なトロカイオスだが、前後の行まで入れると次のようになる。

When the stars threw down their spears

And watered Heaven with their tears

Did he smile his work to see?

Did he who made the lamb make thee?

前後の行は完全にイアンボスになってしまっている。

ラテン語詩の、とくに中世の詩のトロカイオス韻律も有名である。中世ラテン語では最後の音節にアクセントが来ることは決してなかったので、トロカイオスにとって理想的な言語だった。レクイエム・ミサの『怒りの日』はその好例である。

Dies irae, dies illa

Solvet saeclum in favilla

Teste David cum Sybilla.